# Arts de l'Islam (exposition)
Pour l’article homonyme, voir Arts de l'Islam.
Arts de l'Islam. Un passé pour un présent est une exposition multi-sites en France à propos des arts de l'Islam, se déroulant de novembre 2021 à mars 2022.

## Organisation
La commissaire de l'exposition est Yannick Lintz, directrice du département des arts de l'Islam du musée du Louvre, qui prête une partie des œuvres exposées.
L'exposition, voulue par le Premier ministre, Jean Castex, a été organisée en 8 mois ou 18 mois selon les sources. Elle se déroule du 20 novembre 2021 au 27 mars 2022. Le catalogue de l'exposition est publié en novembre 2021,.

## Sites
L'exposition se déroule sur 18 sites différents, :
| Site                                        | Ville            | Commissaires locaux |
| ------------------------------------------- | ---------------- | --- |
| Musée du papier                             | Angoulême        | Émilie Salaberry-Duhoux (directrice des Musées d'Angoulême) |
| Bibliothèque Abbé-Grégoire                  | Blois            | Farhad Kazemi (conservateur au Service des Musées de France) |
| Musée d'Art Roger-Quilliot                  | Clermont-Ferrand | Cécile Dupré (directrice des Musées et du Patrimoine, Clermont Auvergne Métropole) Nathalie Roux (directrice du musée d'Art Roger-Quilliot) Christine Bouilloc (directrice du musée Bargoin)           |
| Musée des Beaux-Arts de Dijon               | Dijon            | Catherine Tran-Bourdonneau (conservatrice au musée des Beaux-Arts de Dijon) |
| Musée Champollion - Les Écritures du monde  | Figeac           | Céline Ramio (directrice des musées de Figeac) |
| Galerie des Hospices                        | Limoges          | François Lafabrié (conservateur du musée des Beaux-Arts de Limoges) Céline Paul (directrice du musée national Adrien-Dubouché / Cité de la céramique - Sèvres et Limoges)                              |
| Musée de l'Hôtel-Dieu                       | Mantes-la-Jolie  | Jeanne Paquet (chef du service Patrimoine et Tourisme au musée de l'Hôtel-Dieu) |
| Bibliothèque de l'Alcazar                   | Marseille        | Marion Lutz (responsable scientifique-conservatrice à la bibliothèque de l'Alcazar) |
| Galerie Poirel                              | Nancy            | Sophie Laroche (conservatrice du musée des Beaux-Arts de Nancy) |
| Passage Sainte-Croix                        | Nantes           | Clothilde Gautier-Courtaugis (directrice du passage Sainte-Croix) |
| Chapelle des Pénitents bleus                | Narbonne         | Flore Collette (directrice Patrimoine de la ville de Narbonne) |
| Musée des Beaux-Arts de Rennes              | Rennes           | François Coulon (conservateur chargé des collections extra-européennes au musée des Beaux-Arts de Rennes)                                                                                              |
| Médiathèque L'Échappée                      | Rillieux-la-Pape | Franck Fournier (directeur de l'Action culturelle à Rillieux-la-Pape) |
| Musée de la Céramique                       | Rouen            | Marie-Lise Lahaye (conservatrice des Arts décoratifs au musée de la Céramique) |
| Musée d'Art et d'Histoire Paul-Éluard       | Saint-Denis      | Anne Yanover (directrice du musée Paul-Éluard) |
| Musée des Arts décoratifs de l'océan Indien | Saint-Louis      | Anne-Laure Garaïos (directrice scientifique du musée des Arts décoratifs de l'océan indien) |
| Musée des Arts précieux Paul-Dupuy          | Toulouse         | Francis Saint-Genez (directeur du musée Paul-Dupuy et du musée Georges-Labit) |
| Maison Folie Hospice d'Havré                | Tourcoing        | Marie-France Berthet (directrice de l'Action culturelle à Tourcoing) Françoise Cohen (directrice de l'Institut du monde arabe Tourcoing) Mélanie Lerat (directrice-conservatrice du MUba Eugène-Leroy) |

## Œuvres
L'exposition inclut un total de 210 œuvres exposées, dont 60 sont prêtées par le département des arts de l'Islam du musée du Louvre, et 150 sont issues des fonds régionaux. 18 créations contemporaines sont par ailleurs présentées, une par site.

### Blois
| Image | Titre ou description | Origine | Date                  | Lieu d'exposition | Lieu de conservation | Inventaire |
| ----- | -------------------- | ------- | --------------------- | ----------------- | -------------------- | ---------- |
|       | Coupelle à vin       | Inde    | XVIIIe ou XIXe siècle | Blois             | Musée du Louvre      | R322       |

### Clermont-Ferrand
| Image | Titre ou description                                                          | Origine            | Date                      | Lieu d'exposition | Lieu de conservation                               | Inventaire          |
| ----- | ----------------------------------------------------------------------------- | ------------------ | ------------------------- | ----------------- | -------------------------------------------------- | ------------------- |
|       | Étendard                                                                      | Égypte             | ca 1780                   | Clermont-Ferrand  | Musée d'Art Roger-Quilliot                         | 985.3.136           |
|       | Istanbul obsession par Füsun Onur                                             | Istanbul (Turquie) | 1994                      | Clermont-Ferrand  | Centre national des arts plastiques (CNAP)         | FNAC 970588 (1 à 6) |
|       | Masse d'armes                                                                 | Égypte             | XIXe siècle               | Clermont-Ferrand  | Musée d'Art Roger-Quilliot                         | 935.3.135           |
|       | Le miracle des abeilles, extrait du Siyar-i Nabi                              | Istanbul (Turquie) | XVIe siècle               | Clermont-Ferrand  | Musée du Louvre                                    | MAO927recto         |
|       | Olifant                                                                       | Italie             | XIe siècle ou XIIe siècle | Clermont-Ferrand  | Musée d'Art Roger-Quilliot                         | 56.544.1            |
|       | Lion de Bredons                                                               | Égypte             | Xe siècle - XIe siècle    | Clermont-Ferrand  | Musée de la Haute-Auvergne                         | Bredons 357         |
|       | Tapis                                                                         | Kayseri (Turquie)  | XXe siècle                | Clermont-Ferrand  | Musée Bargoin                                      | 993.1.31            |
|       | Tapis                                                                         | Tabriz (Iran)      | XIXe siècle ou XXe siècle | Clermont-Ferrand  | Musée Bargoin                                      | D993.1.84           |
|       | Tapis de prière à décor de Mirhab                                             | Gördès (Turquie)   | XIXe siècle               | Clermont-Ferrand  | Musée Bargoin                                      | 2001.1.1            |
|       | Manuscrit intitulé "Choix pour la princesse et Choix des médicaments simples" | Ouzbékistan        | XVIe siècle               | Clermont-Ferrand  | Muséum national d'histoire naturelle               | Inv. Ms 473         |
|       | Repose-pied à décor floral                                                    | Inde               | XVIIIe siècle             | Clermont-Ferrand  | Département des arts de l'Islam du musée du Louvre | Inv. MAO 769        |
|       | Verseuse (aiguière) en forme d’oiseau                                         | Iran               | XVe siècle                | Clermont-Ferrand  | Sèvres - Manufacture et Musée nationaux            | Inv. MNC22687       |

### Dijon
| Image | Titre ou description  | Origine            | Date       | Lieu d'exposition | Lieu de conservation | Inventaire |
| ----- | --------------------- | ------------------ | ---------- | ----------------- | -------------------- | ---------- |
|       | Lampe de mosquée (en) | Syrie ou Palestine | XIe siècle | Dijon             | Musée du Louvre      | OA 6007    |

### Mantes-la-Jolie
| Image | Titre ou description              | Origine | Date                      | Lieu d'exposition | Lieu de conservation | Inventaire |
| ----- | --------------------------------- | ------- | ------------------------- | ----------------- | -------------------- | ---------- |
|       | Polissoir à inscription coranique | Iran    | XVIIIe siècle-XIXe siècle | Mantes-la-Jolie   | Musée du Louvre      | MAO 2247   |

### Nancy
| Image | Titre ou description                          | Origine   | Date                             | Lieu d'exposition | Lieu de conservation                       | Inventaire                         |
| ----- | --------------------------------------------- | --------- | -------------------------------- | ----------------- | ------------------------------------------ | ---------------------------------- |
|       | Plaque de décor en ivoire                     | Égypte    | XIe siècle                       | Nancy             | Musée du Louvre                            | OA 6265/1                          |
|       | Stèle funéraire d'Ebu Bekir Kapudane          | Turquie   | XIXe siècle                      | Nancy             | Musée du Louvre                            | OA 8153                            |
|       | Tapis                                         | Iran      | XVIe ou XVIIe siècle (1550-1615) | Nancy             | Musée du Louvre                            | AD 10615                           |
|       | Caftan de cérémonie                           | Maroc     | XIXe ou XXe siècle               | Nancy             | Musée du Quai Branly - Jacques Chirac      | inv. 70.2013.4.2                   |
|       | Almanach                                      | Turquie   | XVIIe siècle                     | Nancy             | Bibliothèque Stanislas de Nancy            | ms. 496                            |
|       | Bol                                           | Iran      | XIIe siècle                      | Nancy             | Château de Montaigu                        | D.R.52                             |
|       | Coupe décorée                                 | Iran      | XIIe ou XIIIe siècle             | Nancy             | Château de Montaigu                        | D.R.59                             |
|       | Bouclier                                      | Iran      | XIXe siècle                      | Nancy             | Musée de l'histoire du fer de Nancy        | inv. 2013.0.189                    |
|       | Casque                                        | Iran      | XIXe siècle                      | Nancy             | Musée de l'histoire du fer de Nancy        | inv. 2013.0.188                    |
|       | Objets de cérémonie (masse d'arme et trident) | Iran      | XIXe siècle                      | Nancy             | Musée de l'histoire du fer de Nancy        | inv. 2013.0.182 et inv. 2013.0.190 |
|       | Les collages de Topak Ev (Nil Yalter)         | France    | 1973                             | Nancy             | Fonds régional d'art contemporain Lorraine | inv. 15 35 04                      |
|       | Vacuum (Raeda Sa'adeh)                        | Palestine | 2007                             | Nancy             | Fonds régional d'art contemporain Lorraine | inv. 09 05 01                      |

### Rennes
| Image | Titre ou description                         | Origine             | Date                           | Lieu d'exposition | Lieu de conservation                               | Inventaire         |
| ----- | -------------------------------------------- | ------------------- | ------------------------------ | ----------------- | -------------------------------------------------- | ------------------ |
|       | Abu'l-Hassan Qutb Shah et Shah Raju          | Inde                | XVIIIe siècle                  | Rennes            | Musée des Beaux-Arts de Rennes                     | Inv. 794.1.585.1   |
|       | Mir Jumlah                                   | Inde                | XVIIIe siècle                  | Rennes            | Musée des Beaux-Arts de Rennes                     | Inv. 794.1.585.6   |
|       | Dara Shikoh                                  | Inde                | XVIIIe siècle                  | Rennes            | Musée des Beaux-Arts de Rennes                     | Inv. 794.1.585.4   |
|       | Madanna                                      | Inde                | XVIIIe siècle                  | Rennes            | Musée des Beaux-Arts de Rennes                     | Inv. 794.1.585.7   |
|       | Muhammad Shah                                | Inde                | XVIIIe siècle                  | Rennes            | Musée des Beaux-Arts de Rennes                     | Inv. 794.1.584     |
|       | Cerf                                         | Iran                | XIXe siècle                    | Rennes            | Musée des Beaux-Arts de Rennes                     | Inv. AV 1932.8.120 |
|       | Paon                                         | Iran                | XIXe siècle                    | Rennes            | Musée des Beaux-Arts de Rennes                     | Inv. 1936.39.52    |
|       | Casque                                       | Iran                | XIXe siècle                    | Rennes            | Musée des Beaux-Arts de Rennes                     | Inv. 1936.39.52    |
|       | Boîte à miroir                               | Iran                | XIXe siècle                    | Rennes            | Musée des Beaux-Arts de Rennes                     | Inv. 1995.6.22     |
|       | Bassin                                       | Égypte              | XVe siècle                     | Rennes            | Musée des Beaux-Arts de Rennes                     | Inv. 1927.18.120   |
|       | Crosseron à décor animalier                  | Sicile              | XIIe siècle                    | Rennes            | Cathédrale Saint-Pierre de Vannes                  |                    |
|       | Petit sac à reliques                         | Al-Andalus          | XIIe siècle                    | Rennes            | Cathédrale Saint-Pierre de Vannes                  |                    |
|       | Frise architecturale à inscription coranique | Iran                | XIVe siècle                    | Rennes            | Département des arts de l'Islam du musée du Louvre | MAO 839            |
|       | Étui à arc                                   | Turquie             | XVIIIe siècle                  | Rennes            | Musée de l'Armée                                   | Inv. L 226         |
|       | Étui à arc                                   | Turquie             | XVIIIe siècle                  | Rennes            | Musée des Beaux-Arts de Rennes                     | Inv. 1794.1.697    |
|       | Étui à arc                                   | Turquie             | XVIIIe siècle                  | Rennes            | Musée des Beaux-Arts de Rennes                     | Inv. 1794.1.698    |
|       | Coupe à l'arbre peuplé d'oiseaux             | Espagne             | Entre le XIIe et le XVe siècle | Rennes            | Département des arts de l'Islam du musée du Louvre | MAO 380            |
|       | Grande coupe                                 | Espagne             | Fin XVIIe-début XVIIIe siècle  | Rennes            | Musée des Beaux-Arts de Rennes                     | Inv. 1965.8.28     |
|       | Plat                                         | Espagne             | XIXe siècle                    | Rennes            | Musée des Beaux-Arts de Rennes                     | Inv. 75.8.1        |
|       | Blue linen par Hassan Sharif (en)            | Émirats arabes unis | 2015                           | Rennes            | Fonds régional d'art contemporain de Bretagne      | Inv. 181674        |

### Rillieux-la-Pape
| Image | Titre ou description | Origine                             | Date                                 | Lieu d'exposition | Lieu de conservation                                                               | Inventaire |
| ----- | --- | ----------------------------------- | ------------------------------------ | ----------------- | ---------------------------------------------------------------------------------- | ---------- |
|       | Coupe au cavalier | Iran, Kashan                        | Fin XIIe-début XIIIe siècle          | Rillieux-la-Pape  | Musée des Beaux-Arts de Lyon                                                       | E 698      |
|       | Carreau de décor mural : « trois musiciennes »                                                                                  | Iran, Téhéran                       | XIXe siècle                          | Rillieux-la-Pape  | Musée des Beaux-Arts de Lyon                                                       | 1969-328   |
|       | Chanfrein de cheval | Turquie de l'Est ou Iran de l'Ouest | 1re moitié XVIe siècle               | Rillieux-la-Pape  | Musée des Beaux-Arts de Lyon                                                       | D 551      |
|       | Tapis d'apparat | Iran, Kerman                        | XVIe ou XVIIe siècle                 | Rillieux-la-Pape  | Musée des Tissus et des Arts décoratifs de Lyon                                    | MT 24564   |
|       | Chandelier | Irak, Mossoul                       | 1248-1249                            | Rillieux-la-Pape  | Musée du Louvre                                                                    | AD 4414    |
|       | Manuscrit des cinq poèmes de Nezami                                                                                             | Iran, Chiraz                        | XVIIe siècle                         | Rillieux-la-Pape  | Bibliothèque municipale de Lyon                                                    | MS 2431    |
|       | Manuscrit du Coran | Espagne                             | XIIIe ou XIVe siècle                 | Rillieux-la-Pape  | Bibliothèque municipale de Lyon                                                    | MS 1694    |
|       | Femme druze du Liban | Liban, Beyrouth                     | XIXe siècle (publiée vers 1877-1878) | Rillieux-la-Pape  | Musée des Confluences (ancienne collection du Museum d'histoire naturelle de Lyon) | PH7400     |
|       | Birthmark (tâche de naissance)                                                                                                  | États-Unis, New York                | 1995                                 | Rillieux-la-Pape  | Institut d'art contemporain de Villeurbanne                                        | 99.015     |
|       | Page de manuscrit de Siyar-i Nabi de Mustafa Darir, calligraphiée par Mustafa bn Vali et peinte par l'atelier de Lutfi Abdullah | Turquie                             | 1595                                 | Rillieux-la-Pape  | Musée du Louvre                                                                    | MAO 708    |
|       | Bassin au nom d'un marchand soufi                                                                                               | Égypte ou Syrie                     | Dernier quart XVe-début XVIe siècle  | Rillieux-la-Pape  | Musée des Beaux-Arts de Lyon                                                       | E 538-50   |

### Saint-Denis
| Image | Titre ou description                    | Origine    | Date               | Lieu d'exposition | Lieu de conservation                                        | Inventaire            |
| ----- | --------------------------------------- | ---------- | ------------------ | ----------------- | ----------------------------------------------------------- | --------------------- |
|       | Page de Coran                           | Inde       | 1400-1500          | Saint-Denis       | Musée du Louvre                                             | MAO 937               |
|       | Carreaux de protection divine en hébreu | Maroc, Fès | XIXe siècle        | Saint-Denis       | Musée du Louvre (dépôt du Musée des Arts décoratifs)        | AD 28917 a, b, c et d |
|       | Verseuse                                | Inde       | XVIIIe siècle      | Saint-Denis       | Musée du Louvre                                             | MAO 1289              |
|       | Princesse se délassant dans un jardin   | Iran       | 1850-1860          | Saint-Denis       | Musée du Louvre                                             | MAO 816               |
|       | Coupe en jade et en or                  | Turquie    | 1550               | Saint-Denis       | Musée du Louvre                                             | MR 194                |
|       | Clé de la Ka'ba                         | Égypte     | XIVe ou XVe siècle | Saint-Denis       | Musée du Louvre                                             | OA 6738               |
|       | Poignard d'apparat                      | Iran       | XIXe siècle        | Saint-Denis       | Musée de l'Armée                                            | J1029                 |
|       | Tapis à double niche                    | Turquie    | 1850-1900          | Saint-Denis       | Musée du Louvre (dépôt du Musée des Arts décoratifs)        | AD 8357               |
|       | Transit                                 |            | 2011               | Saint-Denis       | Bobigny, collection d'art contemporain de Seine-Saint-Denis | VI.2013.006           |

### Toulouse
| Image | Titre ou description          | Origine                     | Date                 | Lieu d'exposition | Lieu de conservation | Inventaire |
| ----- | ----------------------------- | --------------------------- | -------------------- | ----------------- | -------------------- | ---------- |
|       | Coupe à décor de personnages  | Iran                        | XIIe ou XIIIe siècle | Toulouse          | Musée du Louvre      | OA 6452    |
|       | Coupe à l'oiseau              | Iran, Kashan                | Fin XIIe siècle      | Toulouse          | Musée du Louvre      | MAO 92     |
|       | Plat de la famille Ségorbe    | Espagne, Manises ou Paterna | 1475-1550            | Toulouse          | Musée Paul-Dupuy     | 8153       |
|       | Olifant dit « cor de Roland » | Italie                      | XIe siècle           | Toulouse          | Musée Paul-Dupuy     | 18036      |